# 达姆施塔特火车总站
达姆施塔特火车总站（德語：Darmstadt Hauptbahnhof）位于达姆施塔特的西城，是德国铁路在黑森州规模最大的长途客运车站之一。铁路设施连同车站大楼采用新艺术运动风格设计，于1912年投入运营。
这座分岔站设有11条到发线，为德铁车站及服务公司所划分的82座二等车站之一。专业轨道联盟亦在2010年将其评选为大城市组别的“年度最佳车站”。

## 历史

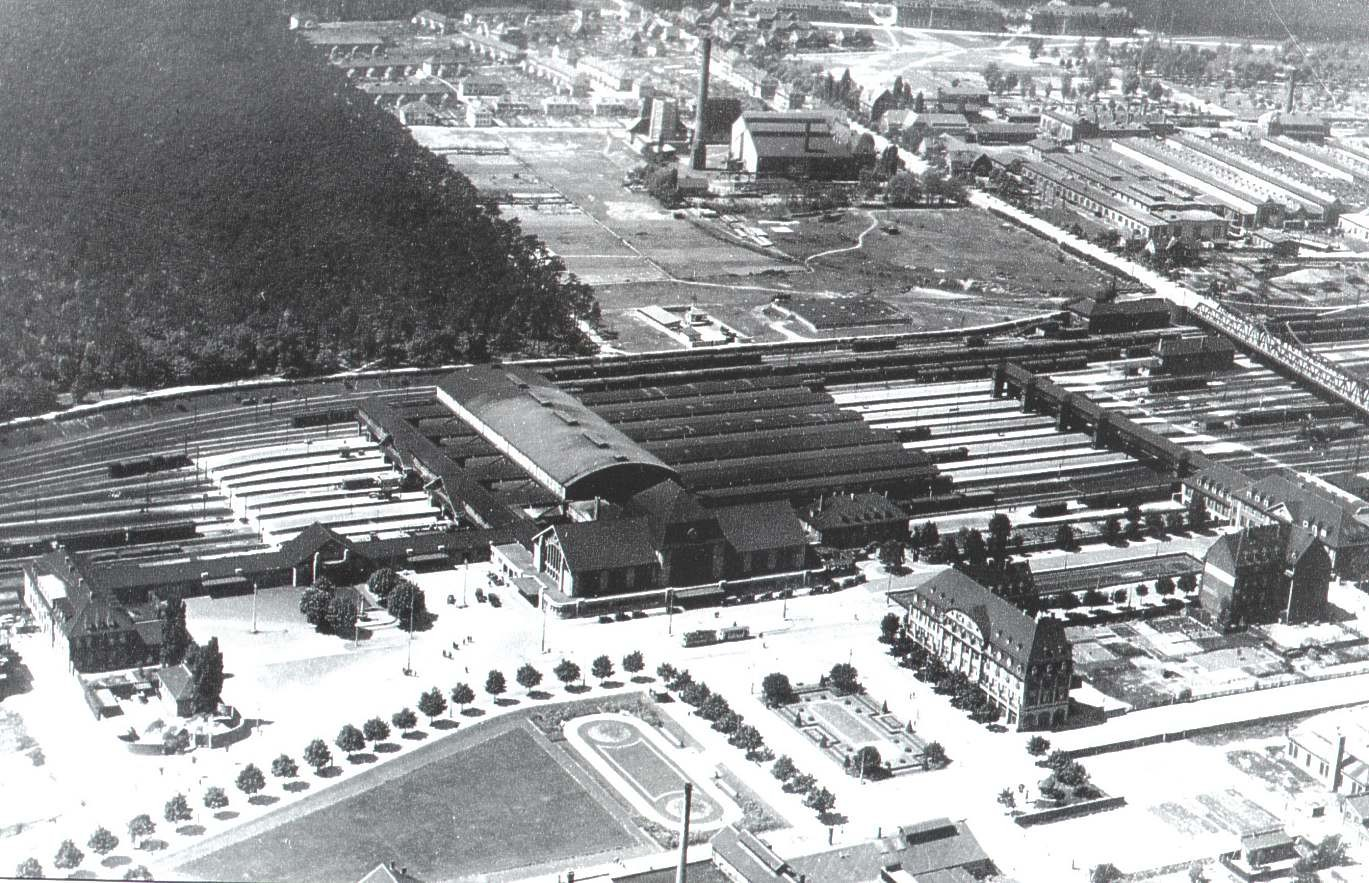
1912年的车站鸟瞰图

达姆施塔特火车总站的前身是位于如今斯图本广场（Steubenplatz）的两座独立的车站，它们分属两家铁路运营商，并在19世纪便将达姆施塔特接入了德国的铁路网络版图。其中1846年落成的美因-内卡车站，是位于法兰克福－海德堡线路上的通过站；而1858年落成的路德维希车站，则是位于美因茨－阿沙芬堡线路上的尽头站。
两座车站的空间条件在19世纪末日益增加的交通流量下显得非常局促，而达姆施塔特的城市发展也已推进到铁路地区，因此在原址上进行必要的扩建已不可能，两座车站的分离不仅妨碍了正常运营，同时也造成了与之相交的莱茵大街（Rheinstraße）的道路交通堵塞。

## 规划

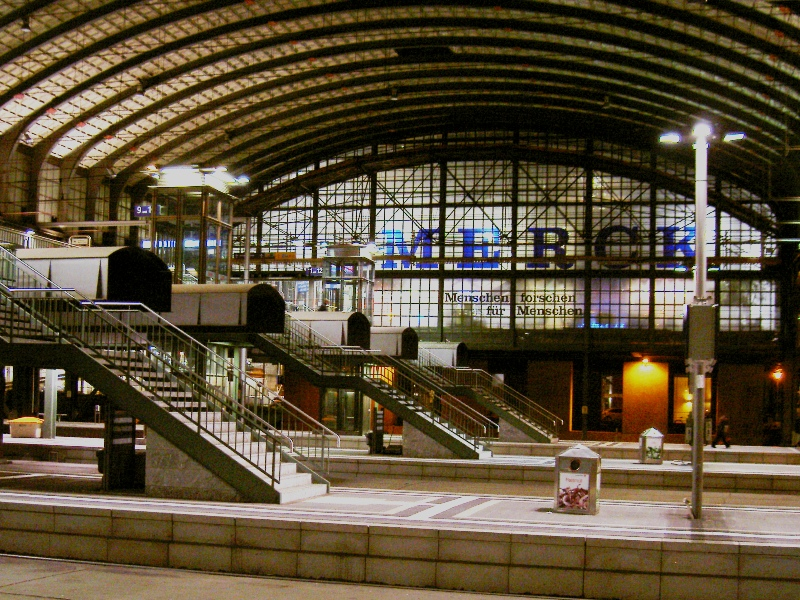
月台与天桥入口

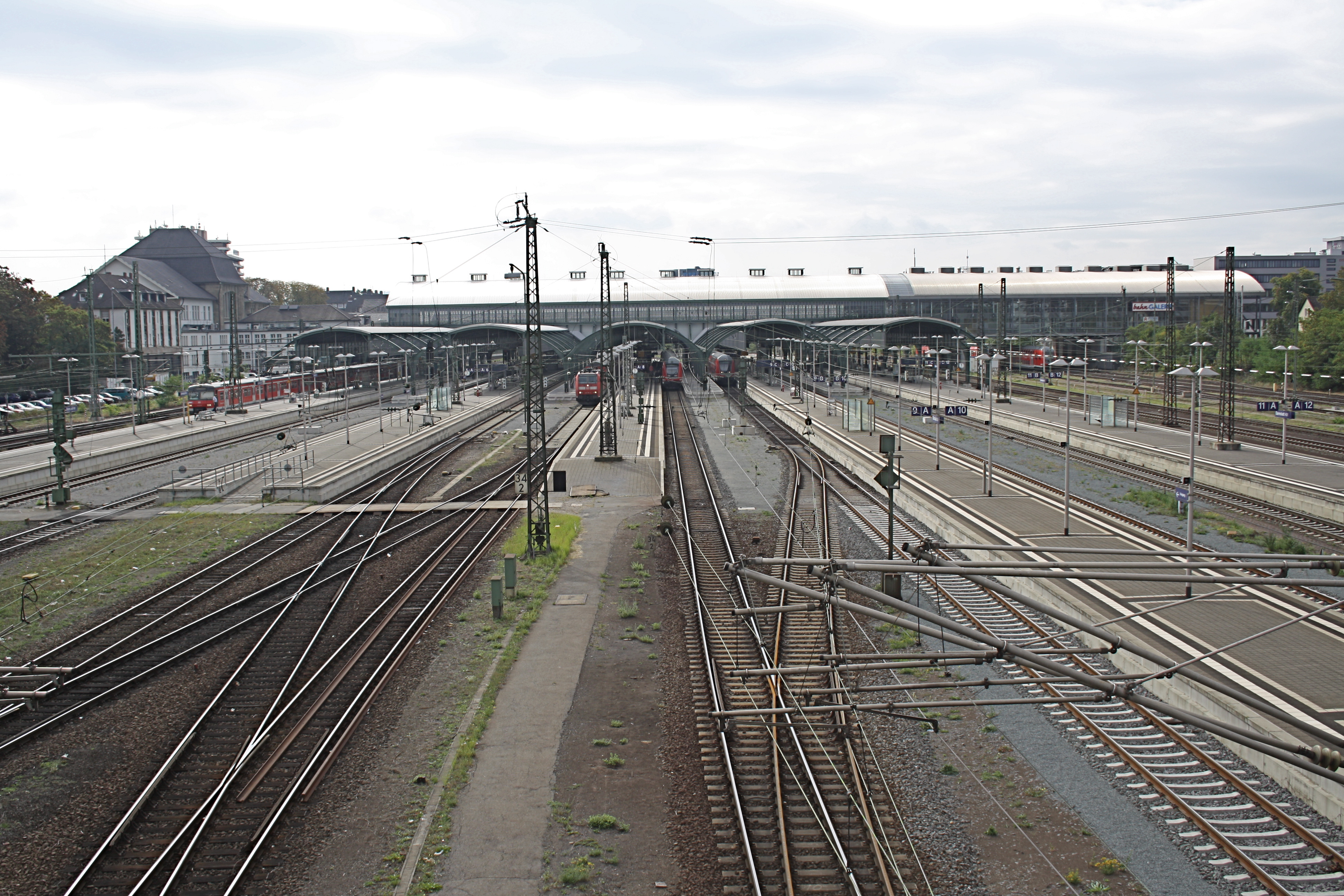
轨道场及跨月台大堂

自1901年起，已有四种主要集中在最终解决交通流量的同时并维持现有两站的方案被否决。直至1906年3月，市政当局才与普鲁士王国及黑森大公国美因茨铁路局就第五种方案达成一致。该草案提出在原有车站以西约800米的开放区域中兴建一座新的通过站，而通往距离更远的市中心应通过接入有轨电车进行弥补。国家邮政则在车站大楼的北侧获得了自营的铁路邮局，并拥有自身的廊桥通往位于底层的邮政及行包月台。这种“邮政坡道”于1994年被拆除。
在轨道的南侧部分设有一个切口地形，以便让街道可以穿过铁路。这也同样利于疏导：乘客进入位于街面水平的车站大楼、穿过同一水平的站厅后，再从天桥通过阶梯（近年来已配备升降机）到达月台。与此平行的还有一个行包及快货专用天桥，它已在最近一次翻新工程中被改造为一个自行车保管站。轨道场地的南侧则由于地形下降而筑有路堤。
车站大楼的兴建是通过一个建筑设计竞赛落实。根据黑森大公恩斯特·路德维希的明确要求，新车站应“由一个时髦建筑师，而不是风格建筑师”来建造。凯撒威廉二世出于外交考量，放弃了对这一问题进行干预——尽管他经常会介入普鲁士国家铁路的许多车站大楼设计，因为相较于他的表亲和同僚，黑森大公是不允许别人干涉他所在城市的火车总站的设计问题。
设计竞赛共收到75份方案。弗里德里希·皮策和弗里茨·克林霍尔茨各获得1个二等奖。建筑合同于1908年被授予皮策，但铁路局方面要求其设计应基于克林霍尔茨的方案，再为满足铁路运营的必要条件进行重新规划 。这是皮策建造的唯一一座铁路车站。
从1907年持续至1912年的工程是在弗里德里希·梅特冈的领导下进行，共斥资1700万马克。这一数额除了包括在1910年落成、价值100万马克的车站大楼外，还有累计铺设长度达100公里的轨道设施、约400万马克的土地购置费，以及西侧后续价值500万马克、带有92个维修位和机务段的维修车间。为建成全部20座桥梁及36个其它铁路设施，共有170万立方的泥块被移动。车站大楼以其138米长的外立面正对城市，西侧是桥形垫高的门阶，并可由此直通车站大堂，后者由五幅龙骨和月台组成，如今已根据黑森文物保护法成为受法定保护的古迹。
用作蒸汽机车加水的水塔于1910年在多恩海默桥畔落成。它内置有作为达姆施塔特火车总站调度信号所的技术设备。这座建筑本应在1978年拆除，但如今也受到了法定保护并由私人使用。

## 建筑风格

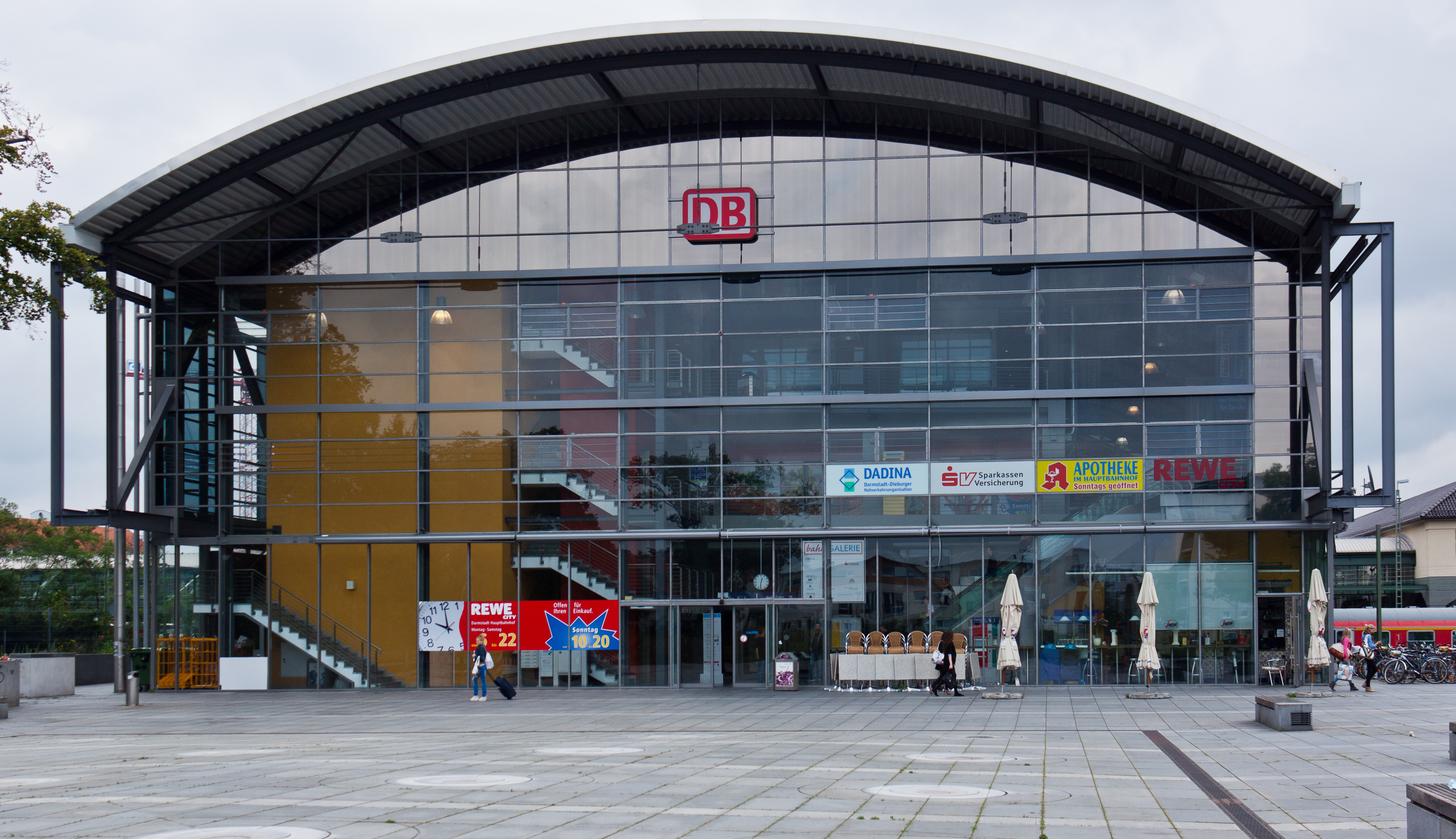
西侧购物中心外观

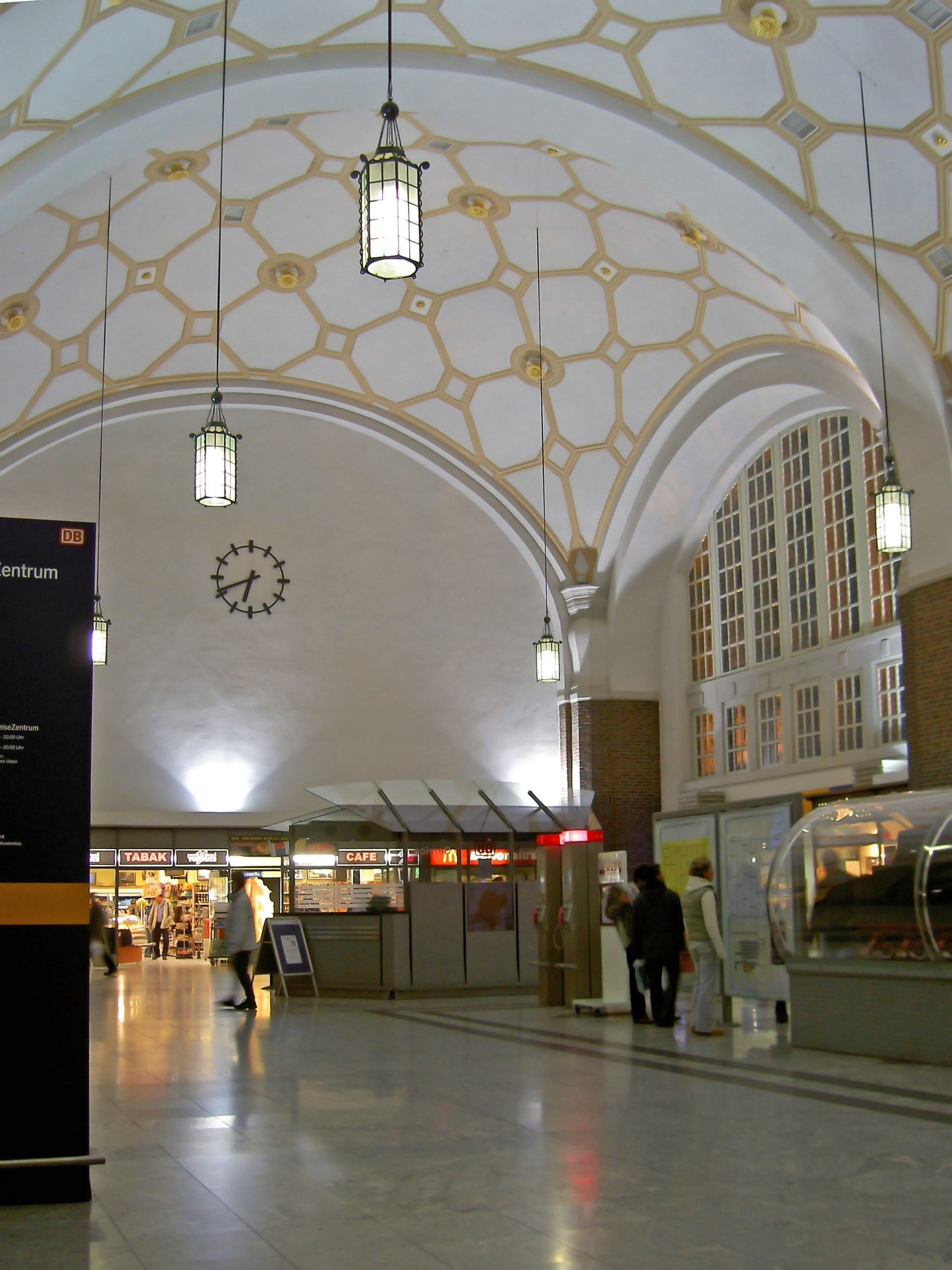
最近一次翻新后的站厅内饰

车站代表了设计师皮策的传统主义建筑风格，这是那个时代典型的铁路建筑。车站大楼外立面及内部区域的设计元素能使人回想起当时的新艺术运动风。
车站大楼从1998年至2002年根据古迹要求进行了广泛的修复。有94米长和34米宽的跨月台大堂，以及五个各100米长和19米宽、对应10条到发线的纵向大堂，也从2005年至2008年间斥资约3100万欧元进行完全翻新。它还加装有升降机，同时地处高位的跃层也额外配备了可连接至底层月台的扶梯，这是车站首次引入无障碍设施。跃层的延长部分在2000年由达姆施塔特市政方出资兴建了一座面向旅客的购物中心，它同样设有连接停车场和西侧城市出入口的通道，而这里也是欧洲空间局下属欧洲太空控制中心的所在地。
较为特别的是一座所谓的“贵宾车站”，这是在车站大楼南侧供公共交通使用的附属建筑。它配备有为此目的常见的候车及卫生区域，拥有一条自身的、具备优先使用权和宽敞的通道连接至1道，即“贵宾月台”。其富含大量新艺术运动风格元素的墙面装潢在很大程度上被保留至今。在车站大楼进行翻新前，铁路警察局也安置于此。截至2010年中期，贵宾车站还设有一间同名餐厅面向公众开放。
1972年，车站的12个信号塔被一座当时极具现代化的中央信号塔所取代。

## 交通意义
车站日均发送旅客逾4万人，若按交通流量统计并去除法兰克福的一些城市快铁车站，达姆施塔特火车总站是排在法兰克福火车总站之后、与威斯巴登火车总站并列的黑森州第二大铁路车站。每日有约220班列车在这里到发。

### 长途运输
车站是德国铁路股份公司的长途运输网络的组成部分，然而大部分南北向运行的长途列车却经由曼海姆－法兰克福铁路运行。尽管如此，从达姆施塔特仍可藉由若干城际快车及城际列车线路，直通卡尔斯鲁厄、汉堡（经汉诺威）和萨尔茨堡（经斯图加特及慕尼黑）。此外，也有个别班次可直通其它城市，例如柏林、德累斯顿、埃森、康斯坦茨、克拉根福及格拉茨。
| 线路   | 走向 | 频率        |
| ------ | --- | ----------- |
| ICE 41 | 达姆施塔特 － 法兰克福 － 法兰克福机场 － 科隆展会/道依茨 － 杜塞尔多夫 － 杜伊斯堡 － 埃森 － 波鸿 － 多特蒙德 － 帕德博恩 － 卡塞尔-威廉山 － 富尔达 － 维尔茨堡 － 纽伦堡 － 慕尼黑 | 个别班次(*) |
| IC 26  | 汉堡 － 汉诺威 － 卡塞尔-威廉山 － 吉森 － 法兰克福 － 达姆施塔特 － 海德堡 － 布鲁赫萨尔 － 卡尔斯鲁厄                                                                                | 两小时1班   |
| ICE 50 | 德累斯顿 － 莱比锡 － 埃尔福特 － 富尔达 － 法兰克福 － 达姆施塔特 － 曼海姆 － 凯泽斯劳滕 － 萨尔布吕肯                                                                               | 个别班次    |
| IC 62  | 法兰克福 － 达姆施塔特 － 海德堡 － 斯图加特 － 乌尔姆 － 奥格斯堡 － 慕尼黑 － 萨尔茨堡 － 克拉根福 / 格拉茨                                                                          | 每日2班     |

(*)早晨出发的列车从达姆施塔特经由科隆前往多特蒙德，再从常规的线路走向中偏离，继续经由卡塞尔前往维尔茨堡及慕尼黑。

### 区域运输
达姆施塔特火车总站自1997年以来可与莱茵-美因城市快铁的S3及S4号线相连。其它现存的区域性连接包括通往法兰克福（经由朗根）、威斯巴登（经由大盖劳和美因茨）、阿沙芬堡（经由迪堡和巴本豪森）、曼海姆或海德堡（经由本斯海姆和魏恩海姆）以及埃尔巴赫或埃伯巴赫（经由大乌姆施塔特）。然而通往里德施塔特-戈德劳（经由格里斯海姆）和大齐门（经由罗斯多夫）的列车服务则已停运了很长一段时间。普丰施塔特铁路自2011年12月11日起实施的运行图调整中被重新投入运营。为此，经行达姆施塔特火车总站、运行于奥登瓦尔德铁路的区域列车66号线会延长通往普丰施塔特。
| 线路  | 走向                                                                                                  | 频率                   |
| ----- | --- | ---------------------- |
| RE 60 | 法兰克福 － 达姆施塔特 － 本斯海姆 － 黑彭海姆 － 魏恩海姆 － 曼海姆                                  | 两小时1班 (周一至周五) |
| RE 65 | 达姆施塔特 － 达姆施塔特北 － 赖恩海姆 － 大乌姆施塔特维伯尔斯巴赫 － 埃尔巴赫                        | 两小时1班 (周一至周五) |
| SE 60 | 法兰克福 － 达姆施塔特 － 本斯海姆 － 黑彭海姆 － 魏恩海姆 － 海德堡                                  | 每小时1班              |
| RB 65 | 达姆施塔特 － 达姆施塔特北 － 赖恩海姆 － 大乌姆施塔特维伯尔斯巴赫 － 埃尔巴赫 － 埃伯巴赫            | 两小时1班              |
| RB 66 | 达姆施塔特 － 达姆施塔特-埃伯施塔特 － 普丰施塔特                                                     | 两小时1班              |
| RB 75 | 威斯巴登 － 美因茨 － 大盖劳 － 达姆施塔特 － 迪堡 － 巴本豪森 － 阿沙芬堡                            | 每小时1班              |
| S3    | 巴德索登 － 法兰克福-略德尔海姆 － 法兰克福西 － 法兰克福(地下) － 法兰克福南 － 朗根 － 达姆施塔特   | 半小时1班              |
| S4    | 克龙贝格 － 法兰克福-略德尔海姆 － 法兰克福西 － 法兰克福(地下) － 法兰克福南 － 朗根 (－ 达姆施塔特) | 个别班次 (周日)        |

### 其它公交运输
由HEAG莫比洛公司提供的有轨电车及巴士服务使得火车总站能够与城市的短途运输网络相连。这里还设有通往法兰克福机场及法兰克福-哈恩机场的直通巴士服务。
| 线路 | 走向                                                                      | 频率                     |
| ---- | ------------------------------------------------------------------------- | ------------------------ |
| 1    | 达姆施塔特总站 － 莱茵/内卡大街 － 兰茨克龙大街 － 埃伯施塔特弗兰肯施泰因 | 30分钟 (周一至周五)      |
| 2    | 达姆施塔特总站 － 路易森广场 － 博伦法尔门                                | 15分钟(仅上学日繁忙时间) |
| 3    | 达姆施塔特总站 － 路易森广场 － 利希滕贝格学校                            | 15分钟                   |
| 5    | 达姆施塔特总站 － 路易森广场 － 洛恩圆环 － 科拉尼希施泰因车站            | 7分半钟 / 15分钟         |